# Gareth Davies (rugbista 1990)
Gareth Davies (Carmarthen, 18 agosto 1990) è un rugbista a 15 britannico, internazionale per il Galles, che milita come mediano di mischia nella franchise di Pro14 degli Scarlets.

## Biografia
Nato a Carmarthen e cresciuto a Newcastle Emlyn, compì gli studi superiori a Llandysul e successivamente al Coleg Sir Gar di Llanelli, dove studiò scienze dello sport e dell'allenamento; nelle giovanili degli Scarlets dal 2006, esordì in prima squadra il 31 dicembre 2009 contro i Newport Gwent Dragons con un contratto di apprendistato, guadagnandosi l'ingaggio da professionista per la franchise nell'aprile 2011.
Già impiegato nel Galles Under-18 e Under-20, debuttò in Nazionale maggiore il 14 giugno 2014 a Durban contro il Sudafrica e, dopo una fugace apparizione al Sei Nazioni 2015 contro l'Italia divenne titolare fisso e fu convocato alla Coppa del Mondo di rugby 2015, in cui divenne prima scelta nel ruolo di mediano di mischia.

## Palmarès
- Pro12: 1
Scarlets: 2016-17